# Redevance audiovisuelle
 (novembre 2008).
Si vous disposez d'ouvrages ou d'articles de référence ou si vous connaissez des sites web de qualité traitant du thème abordé ici, merci de compléter l'article en donnant les références utiles à sa vérifiabilité et en les liant à la section « Notes et références ».

Financement de l'audiovisuel public en Europe :
Gris : pas de service public télévisé, uniquement des chaînes privées (Luxembourg, Liechstenstein)
redevance TV, publicités,autres financements publics
redevance TV, publicités
financement public et publicités
financement public sans publicités
taxe sur l'électricité, publicités et autres financements publics
taxe sur l'électricité et publicités
impôt fléché (avec ou sans TV), publicités et autres financements publics
impôt fléché (avec ou sans TV), publicités
impôt fléché (avec ou sans TV) sans publicités

La redevance audiovisuelle est une taxe prélevée auprès des contribuables dont notamment des auditeurs et téléspectateurs, qui a pour objet le financement partiel ou principal des antennes publiques de radio et de télévision de certains pays.
- Pour le Danemark, l'Irlande, l'Italie, la Norvège, la Suède et la Suisse, les foyers fiscaux sont imposés.
- Pour l'Allemagne, l'Autriche, la Belgique (en Région flamande et dans la Région de Bruxelles-Capitale, elle est adossée à une autre taxe. En Région wallonne, elle est perçue seule), la Finlande et le Royaume-Uni, les lieux de résidence (y compris les résidences secondaires) sont retenus pour l'assujettissement de cette taxe.
- La taxe a été supprimée aux Pays-Bas en 2000, en Belgique (depuis 2001 dans la Région flamande et Bruxelles-Capitale et depuis 2018 en Région wallonne) et en France en 2022[1].

## En Allemagne

### Jusqu'à 2012
Le montant de la redevance audiovisuelle allemande en 2012 était de 17,98 euros par mois. Les radios et télévisions publiques allemandes étaient financées par les contribuables à hauteur de 80 à 85 %. Cette redevance était baptisée « GEZ » en référence au nom de l'organisme chargé de la percevoir, la Gebühreneinzugszentrale der öffentlich-rechtlichen Rundfunkanstalten in der Bundesrepublik Deutschland (« Centrale de collecte de la redevance des établissements de radiodiffusion de droit public en république fédérale d'Allemagne »). Une somme moins importante (en 2012 : 5,76 euros par mois) était perçue auprès des détenteurs de récepteurs radio, qui ne possédaient pas de téléviseur. Les personnes ne possédant ni téléviseur, ni poste de radio étaient soumises à la redevance s'ils possédaient un téléphone portable ou un ordinateur techniquement capable de recevoir Internet (même en l'absence d'un abonnement à Internet). Dans ce cas, la redevance à acquitter était du même montant que celle due par les détenteurs d'un poste radio, au motif que l'offre télévisuelle sur Internet est limitée (au sens incomplète pour recevoir les chaînes publiques par ce biais).

### Depuis 2013
Cette redevance a été refondue au 1er janvier 2013 et est uniforme à hauteur de 17,98 euros par mois, à ne payer qu'une seule fois par foyer fiscal, à quelques rares exceptions (personnes sourdes et aveugles, personnes bénéficiant d'aide sociale, personne dont le revenu fiscal de référence est égal à 0, etc.). Les entreprises se doivent également de régler pour chaque site entre 5,99 euros et 3 236,40 euros par mois.
Le projet d'extension de la redevance aux autres appareils (smartphone, box internet…) et aux résidences secondaires a été mis en « pause fiscale » en septembre 2013.
La réforme est actuellement âprement critiquée : ses détracteurs arguent que du fait qu'elle ne distingue plus le fait de posséder un récepteur ou non (comme précédemment), elle représente un impôt déguisé qui n'est pas de la compétence des Länder et par conséquent est anticonstitutionnelle.
Le refus ou l'absence de paiement peut mener à une peine de 6 mois de prison.

## En Belgique
Le 1er janvier 2002, la redevance télévisée est abolie en Flandre.
À partir de 2018, la redevance télévisuelle est supprimée en Wallonie.

## Au Canada
En Amérique du Nord, aucune formule de redevance n'existe pour la télévision. Aucune taxe n'est prélevée auprès des citoyens par rapport au nombre d'appareils qu'ils possèdent chez-eux.
Au Québec, les stations de télévision publiques (Radio-Canada, Télé-Québec) sont subventionnées directement par le gouvernement, desquels ils obtiennent la majeure partie de leur financement (l'autre partie provient notamment de la vente de publicité).
Les réseaux de télévision privées (TVA, V télé, chaînes spécialisées) sont subventionnées indirectement par l'État en profitant de crédits d'impôt qui remboursent entre 12 % et 25 % des dépenses de main-d'œuvre pour la production d'émissions admissibles (principalement les dramatiques, les émissions culturelles, les variétés, les documentaires et les émissions pour la jeunesse). Ces émissions ne peuvent être produites directement par la chaîne. TVA et V télé possèdent donc des filiales (respectivement JPL Production et Point-Final) qui produisent la plupart de leurs émissions afin d'être admissible aux crédits d'impôts.
Les producteurs indépendants (les entreprises qui produisent des émissions pour des diffuseurs) sont aussi admissibles aux crédits d'impôt.
Ces mesures fiscales sont financées directement par l'impôt sur le revenu payé par les contribuables et non par un impôt spécifique.

## En France

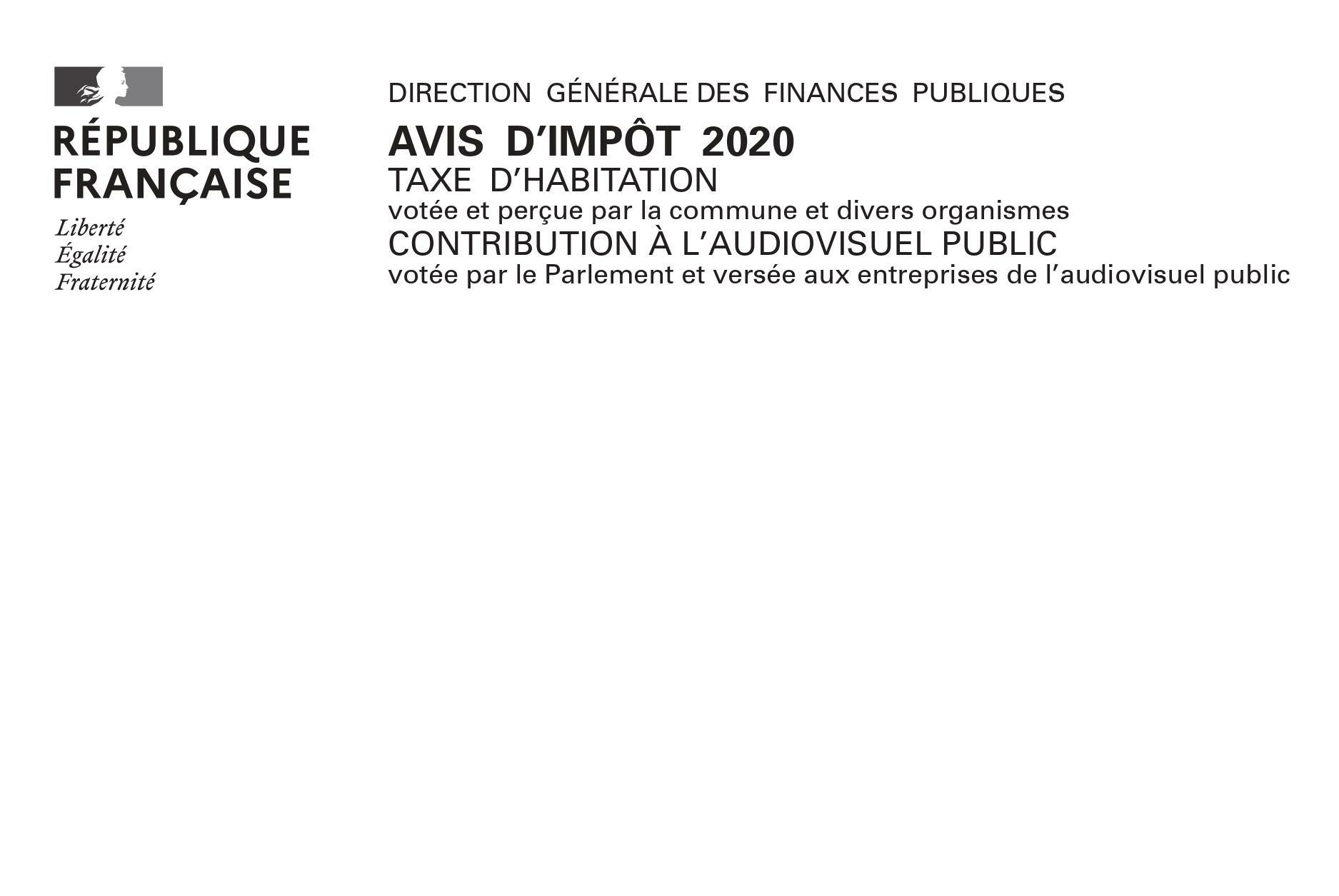
Pour les particuliers, la redevance audiovisuelle fut adossée à la taxe d'habitation entre 2005 et 2022.

La redevance existait depuis 1933 pour les postes de radio et 1948 pour les récepteurs de télévision. La redevance rapportait 3,8 milliards d'euros selon les données de la direction générale des finances publiques en 2020. 27,6 millions de foyers était assujettis à la redevance en 2021, selon les données du ministère de la Culture. Et un peu moins de 23 millions la payaient effectivement.
Promesse de campagne d'Emmanuel Macron lors de l'élection présidentielle de 2022, la redevance audiovisuelle est supprimée dans le cadre de la loi de finances rectificative pour 2022. La solution retenue est d'allouer une fraction de la TVA au financement de l'audiovisuel public. Cette solution devra évoluer d'ici 2025 car la méthode retenue deviendra illégale. L'affectation du produit des taxes devra comporter un lien avec la mission de service public financée.

## En Israël
La Knesset a décidé qu'en Israël, les particuliers regardant la télévision via Internet ne paieraient pas de redevance audiovisuelle.

## En Italie
En 2014, la redevance était de 113,5 € par foyer avec télévision, quel qu'en soit l'usage,.
Il existe une licence spéciale pour les postes de télévision ou de radio dans l'espace public. En 2016, le gouvernement décide de diminuer à 100 euros par foyer et de prélever la licence avec la facture d'électricité, dans le but de combattre la fraude,.
La RAI voit les deux tiers de son financement assurés par la redevance, et dépend également de publicités.

## Au Japon
L'article 64 de la loi sur la diffusion dit que "toute personne qui a installé un équipement de réception capable de recevoir les émissions de NHK doit conclure un contrat avec NHK pour la réception de ces émissions.". Cela ne s'applique pas dans le cas d'un poste de radio seul, mais uniquement pour un téléviseur. La taxe n'est pas dépendante du nombre d'appareils mais change si la réception est terrestre ou par satellite. Il faut également payer pour chaque résidence, principale et secondaire(s).
Théoriquement, chaque personne est censée appeler la NHK quand elle équipe son foyer d'un téléviseur (ou n'en possède plus) pour commencer (ou clôturer) son contrat. Dans les faits, peu de gens le font et la NHK emploie des contractuels pour faire du porte-à-porte afin de faire signer des contrats aux foyers éligibles. Ces NHK men sont réputés pour essayer de forcer la main, pour insister lourdement, voire pour tenter d'intimider les gens et obtenir leur signature. Une technique courante est de ne pas leur ouvrir. Un projet d'extension de la loi à tout appareil, comme les smartphones ou PC, est en cours d'étude.

## Au Maroc
À Rabat, Casablanca et Tanger, la Taxe pour la Promotion du Paysage Audiovisuel National (TPPAN) est prélevée par les fournisseurs régionaux d'eau et d'électricité Redal (Rabat), Lydec (Casablanca) et Amendis (Tanger) sur base d'une consommation d'électricité dépassant 200 kWh par mois,.

## Au Royaume-Uni
La redevance audiovisuelle au Royaume-Uni finance la BBC et la fraude est assujettie à des sanctions criminelles.
Des demandes d'accès à l'information révèlent que 204 018 personnes ont été poursuivies pour le non-paiement de la redevance audiovisuelle au Royaume-Uni en 2014, réparties entre 173 044 en Angleterre, 12 536 au pays de Galles, 4 905 en Irlande de Nord, 13 518 en Écosse (32 en cour et 13 486 hors cour) et 15 dans l'Île de Man. Il est intéressant de noter que 9 des 10 régions ayant le plus de fraudeurs présumés sont en Angleterre alors que 9 des 10 régions en ayant le moins sont situées en Écosse. Toutefois, au prorata, c'est au pays de Galles que se trouve le plus grand nombre de présumés fraudeurs.

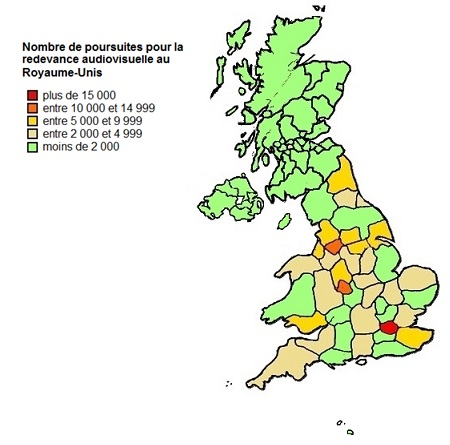
Répartition géographique des présumés fraudeurs, 2014

Il apparaît que 70 % des personnes poursuivies en lien avec la redevance audiovisuelle sont des femmes. La BBC assure toutefois que les femmes ne sont pas délibérément ciblées par ses agents.
Toutes les poursuites ne se soldent cependant pas par une condamnation. 2014 a vu 21 541 personnes relaxées en Angleterre (12,4 %), pour 1 188 (9,4 %) au pays de Galles, 1 286 (26,2) en Irlande du Nord, 12,5 % en Écosse.
En Angleterre et au pays de Galles, le montant d'une amende est fixé en fonction du salaire du fraudeur, qui varie entre 25 et 125 % du salaire hebdomadaire. L'amende maximale est 1 000 £, sauf à Jersey où elle est de 500 £ et Guernesey où elle est de 2 000 £. Toutefois, l'amende moyenne est 170 livres en Angleterre et au pays de Galles, alors qu'elle varie entre 70 et 80 livres dans le reste du Royaume-Uni. Moins de 35 % des amendes imposées en matière de redevance audiovisuelle sont recouvrées.
En plus du payement de l'amende, la fraude est consignée dans le casier judiciaire, et les frais de justice peuvent être à la charge du fraudeur. Si l'amende n'est pas payée, des jours de prison proportionnels à la somme due sont parfois imposés. À 95 £ par jour, cette option coûte cher au contribuable. En 2012, 51 personnes ont passé en moyenne 22 jours en prison, en 2013 32 personnes ont passé en moyenne 24 jours derrière les barreaux, en 2014 39 personnes pour en moyenne 20 jours de prison. En Écosse, aucune incarcération n'a été décidée depuis au moins 5 ans. Le parlement britannique a récemment proposé de décriminaliser ce crime, mais cette proposition a été rejetée par la chambre des Lords, par 178 votes contre 175, en février 2015. En 2005/2006, les Lords avaient au contraire demandé la décriminalisation du non-paiement de la redevance.
La première taxe au Royaume-Uni date de 1922 pour la radio, la télévision sera elle taxée à partir de 1946.
L'organisme actuellement chargé de cette taxe, nommé TV Licensing, est en fait une instance de la BBC, depuis qu'une loi de 1990 (le Broadcast Act) rend le groupe de chaînes publiques responsable de la collecte de son budget. La BBC est financée par les contribuables à environ 96 % — le solde provenant de la vente de droits à des chaînes étrangères.

### Montant
Répartition des recettes de la redevance audiovisuelle en 2014
- Télévision (59 %)
- Radio (16 %)
- World Service (7 %)
- Internet (5 %)
- Autres (13 %)

Le montant de la « Colour TV Licence » est passé de 135 livres sterling en 2005 à 145,5 livres sterling en 2010 (trois fois moins pour les possesseurs d'une télévision en noir et blanc).

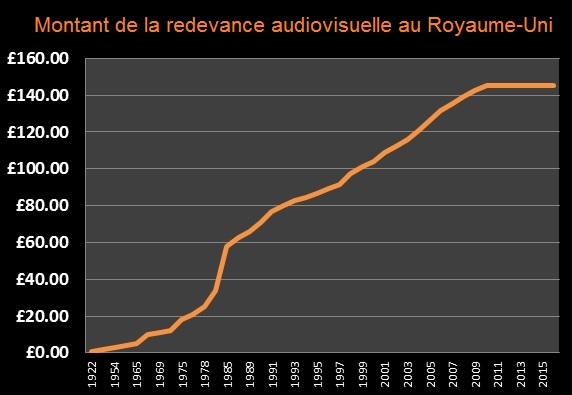
Évolution du montant de la redevance audiovisuelle au Royaume-Uni

### Assujettissement
Le paiement de cet impôt est obligatoire pour tout foyer où les occupants regardent ou enregistrent les programmes télé au moment de leur diffusion, peu importe le matériel utilisé. L'absence de cette utilisation dans le foyer conduit à une exonération de cet impôt. Tous autres usages (jeux vidéo, DVD, vidéo à la demande..), y compris d'un poste de télévision, ne conduisent pas à un assujettissement à la taxe. Sont aussi exemptés les foyers où habite une personne de plus de 75 ans.

### Contrôles
Après prise de contact par courrier, des agents de la BBC peuvent passer vérifier la validité de la déclaration d'exemption ou du manque de licence pour l'adresse (aucune déclaration n'est obligatoire à priori). Ils ne sont pas assermentés et il n'existe aucune obligation légale de coopération pour les membres du public, qui peuvent refuser de les recevoir ou même de répondre à leurs questions et courriers. La BBC peut cependant tenter d'obtenir un mandat de perquisition sur preuve convaincante d'évasion probable.

La BBC est tenue de prouver la nécessité pour le foyer d'avoir une licence, et non l'inverse.

Les taux de détection sont faibles.
Guy Dammann, éditorialiste au journal de centre gauche britannique The Guardian, estime que le mode de perception de cette taxe fait peser des menaces sur la vie privée des citoyens. Il qualifie certains moyens employés comme « dignes du MI5 ». Il défend à l'inverse un mode de fonctionnement calqué sur celui des chaînes câblées.

### Paiement
La licence peut être achetée, renouvelée, transférée ou annulée en ligne sur le site TV LICENSING. Le règlement peut être hebdomadaire, mensuel, trimestriel ou annuel, et effectué par divers moyens de paiement.

## En Suisse
Avant 1997, c'est l'ancienne régie fédérale des PTT qui prélève la redevance.

### Dès 1997
En Suisse, la « taxe radio-TV » est prélevée pour le compte de la Confédération par Billag, une société privée filiale à 100 % de Swisscom, héritière de la partie télécommunication de l'ancienne régie fédérale des PTT qui était chargée de collecter la redevance avant sa privatisation. Celle-ci est reversée aux radio et télévisions privées locales ainsi qu'à la SSR produisant les programmes de télévision et de radio publics dans les quatre langues nationales. La taxe sert aussi à financer les émetteurs radio/télé publics, à payer les droits de diffusion, les droits d’auteurs et à soutenir la promotion culturelle nationale cinématographique, littéraire et musicale.
Le montant de la redevance est fixé par le Conseil fédéral. À titre indicatif, en 2010, le niveau annuel de la redevance pour les particuliers est de 169 francs suisses (soit environ 126 €) pour un poste radio, de 293 francs suisses (~220 €) pour un poste de télévision, soit 462 francs suisses (~346 €) pour un téléviseur et une radio.
Le 11 décembre 2015, Verein « JA zu No Billag » dépose l'initiative populaire fédérale « Oui à la suppression des redevances radio et télévision », surnommée « No Billag », mais celle-ci est rejetée le 4 mars 2018 par 71,6 % des votants et par l'intégralité des cantons.

### Dès 2019
Dès le 1er janvier 2019 la redevance est collectée par Serafe. À la suite de l’acceptation des modifications de la loi sur la radio et la télévision (LRTV) en juin 2015, le peuple suisse a voté pour un changement de système de perception, la redevance de réception dépendante de la possession d’un appareil est ainsi remplacée par une redevance indépendante de la possession d’un appareil de réception. La redevance coûte 365 fr par année dès le 1er janvier 2019, contre 451 fr précédemment jusqu'au 31 décembre 2018. Celui qui ne possède ni télévision, ni internet, ni tablette tactile, ni radio, ni smartphone n'est pas tenu de payer la redevance, il doit alors remplir un formulaire adéquat par année pour en être dispensé, possibilité qui est limitée à 5 ans et il peut alors s'exposer à des contrôles. Les données sont fournies à Serafe par les contrôle de l'habitant des cantons dont le nom, le prénom, l'adresse, la date de naissance, le type de ménage et la date d'arrivée au domicile. La transmission des données étant automatique, il n'y a pas besoin de signaler expressément son changement d'adresse à Serafe.

### Dès 2021
Le 16 avril 2020, le Conseil fédéral suisse a décidé de baisser significativement la redevance audiovisuelle à partir de 2021, le nombre de ménages assujettis ayant augmenté.